# Прокопчук, Юлия Анатольевна
Юлия Анатольевна Прокопчук (укр. Юлія Анатоліївна Прокопчук; род. 23 октября 1986, Украинка, Киевская область род. 20 октября 1986 год, Украинка, Киевская область, Украина) — украинская спортсменка, прыгунья в воду. Участвовала в Олимпийских играх в Пекине и Лондоне. Чемпионка Европы по прыжкам в воду в 2012 и 2013 годах. Многократная призёрка Чемпионатов Европы. Неоднократно становилась лучшим спортсменом месяца на Украине.